# Farkas József (klasszika-filológus)
Farkas József (Nemesvid, 1844. március 1. – Nagykanizsa, 1925. május 9.) klasszika-filológus, piarista áldozópap és főgimnáziumi tanár.

## Életútja
A gimnázium négy alsó osztályát Nagykanizsán végezte. 1862. szeptember 1-jén a piarista rendbe lépett és egy évet Vácon az újoncnevelő-intézetben töltött; a gimnázium négy felső osztályát Kecskeméten és Kolozsváron járta. 1866-67-ben Kisszebenben próbaéves tanár volt, 1867–68-ban és 1868–69. első felében a teológiát hallgatta Nyitrán és Szentgyörgyön (Pozsony megye). 1869. március 30-án Szatmárt miséspappá szentelték föl. Ugyanazon év elejétől a nagykárolyi gimnáziumban két és fél évig és 1871–73-ban Nagykanizsán tanárkodott. Innen Budapestre került át, ahol az egyetemi előadásokat is hallgatta. 1874. március 4-én a magyar, latin és görög filológiából tanári oklevelet nyert. Ezután még hat évig a budapesti kegyesrendi gimnáziumban tanított. 1880–82-ben a kecskeméti rendi növendékek tanulmányi felügyelője és a főgimnázium 7. és 8. osztályának tanára volt. 1880–91-ben Kolozsvárt tanított. 1891-ben a kegyes tanítórendiek tartományi kisgyűlésén az újoncnevelő intézet mesterének választották, s Vácon működött. 1894-ben rendi kormánysegéd és nagykanizsai házfőnök lett. Kormánysegédként 1895-től 1915-ig Budapesten élt, majd Nagykanizsára vonult nyugalomba.

## Munkái
- Kelet ősköltészete. Bpest, 1878
- A földmívelés iránti előszeretet és a kereskedés a rómaiaknál. Bpest, 1879 (különnyomat a bpesti k. t. gymn. Értesítőjéből)
- A humanus eszmék nyilvánulása az ó-kori klassikus népek remekeiben és életében. Bpest, 1880 (különny. a gymnasium Értesítőjéből)
- Néhány jellemvonás a jogtudós Scaevolákról. Kecskemét, 1881 (különny. a gymnasium Értesítőjéből)
- Quintilianus pályaválasztása. Paedagogiai életkép. Kolozsvár, 1883 (különny. a gymn. Értesítőjéből)
- Uticai Marcus Porcius Cato. Élet- és jellemrajz. Kolozsvár, 1886 (különny. a gymn. Értesítőjéből)
- Titus Flavius Vespasianus, különös tekintettel Jeruzsalem pusztulására. Élet- és jellemrajz. Kolozsvár, 1889 (különny. a gymn. Értesítőjéből) A 4. 6. 7. sz. a. művek ismertetése az Egyet. Philol. Közlönyben és a Századok következő évfolyamaiban.
- Ifjabb Plinius. Egy tudós emberbarát a róm. császárok korából. Élet- és jellemrajz; Wajdits Ny., Nagykanizsa, 1895
- Czuczor Gergely pöre (Napkelet, 1929. szept.)
- Batthyány Lajos gróf laibachi fogsága (Bp., 1930)
- A pesti piarista kollégium tanulói 1717–1780 (Bp., 1932)
- Gróf Batthyány Lajos utolsó napjai (Századok, 1934)
- A pesti piarista kollégium első tanárai (Bp., 1934)
- A Thököly-kor az egykori piarista krónikákban (Századok, 1934)
- Egy XVII. századi piarista krónikás (Szt. István Ak. Ért. 1934)
- A pesti piarista kollégium tanárai 1727–1740 (Bp., 1937)
- A pesti piarista gimnázium érettségi vizsgálatai 1851-ben (Bp., 1939)
- Jallosics András (Balanyi: Magyar piaristák a XIX–XX. században, 1942)

Ezeken kívül egyes kisebb irodalmi cikkeket írt a Magyar Államba (1874. Lubrich Neveléstörténelme I. ismertetése sat. Somogyi álnév alatt)

### Kéziratban
- Az ifjabb Plinius élet- és jellemrajza